# Доротея Валпурга фон Хоенлое
Доротея Валпурга фон Хоенлое (на немски: Dotorthea Walburga (Walpurgis) von Hohenlohe; * 20 септември 1590 във Вайкерсхайм; † 20 декември 1656) е графиня от Хоенлое-Вайкерсхайм-Лангенбург-Нойенщайн и чрез жентитба графиня на Хоенлое-Валденбург.
Тя е най-малката дъщеря на граф Волфганг фон Хоенлое-Вайкерсхайм (1546 – 1610) и съпругата му графиня Магдалена фон Насау-Диленбург (1547 – 1633), дъщеря на граф Вилхелм „Богатия“ фон Насау-Диленбург (1487 – 1559).
Доротея Валпурга (Валпургис) се омъжва на 7 май 1615 г. в дворец Нойенщайн за граф Филип Хайнрих фон Хоенлое-Валденбург (1591 – 1644), вторият син на граф Георг Фридрих I фон Хоенлое-Валденбург в Шилингсфюрст и Глайхен (1562 – 1600) и съпругата му Доротея Ройс фон Плауен (1570 – 1631).
Тя умира на 20 декември 1656 г., на 66 години и е погребана във Валденбург.

## Деца
Доротея Валпурга и граф Филип Хайнрих фон Хоенлое-Валденбург имат децата:
- Волфганг Фридрих фон Хоенлое-Валденбург (1617 – 1658), женен на 24 юни 1646 г. за графиня Ева Христина фон Хоенлое-Лангенбург (1621 – 1681)
- Филип Готфрид (1618 – 1679), женен на 2 септември 1649 г. за Анна Христина фон Лимпург-Зонтхайм (1618 – 1685)
- Магдалена Юлиана (1619 – 1645), омъжена на 8 ноември 1637 г. за граф Максимилиан Вилибалд фон Валдбург-Волфег (1604 – 1667)
- София Елизабет (1620 – 1635)
- Йохан Ернст (1622 – 1622)
- Ева Доротея (1624 – 1678), омъжена на 31 август 1649 г. за вилд и райнграф Йохан Лудвиг фон Салм в Даун (1620 – 1673)
- Йохан Христиан (1625 – 1639)
- Валпургис Марта (1626 – 1626)
- Максимилиан Хайнрих (1627 – 1628)
- Пракседис Марта (1630 – 1631)
- Елеонора Анна Евзебия (1633 – 1635)